# Score MELD
Le score MELD (Model for End-Stage Liver Disease), ou MELD Score ou MSc, est un système de notation pour évaluer la gravité d'une maladie chronique du foie. Il a été initialement développé pour prédire le pronostic vital à trois mois de la chirurgie chez des patients ayant bénéficié d'un shunt intrahépatique par voie transjugulaire.
Il utilise les valeurs de la bilirubine totale sérique, de la créatinine sérique et de l'INR pour prédire la survie. Ce score est également utilisé par le réseau United Network for Organ Sharing (en) (UNOS) et Eurotransplant pour hiérarchiser la répartition des transplantations du foie. Il est calculé selon la formule suivante :
{\displaystyle MELD=3,78\times \ln({\text{bilirubinemie (mg/dL))}}+11,2\times \ln {\text{(INR)}}+9,57\times \ln {\text{(creatininemie (mg/dL))}}+6,43}
Les remarques suivantes à faire pour ce calcul sont :
- le score maximum pour le score de MELD est de 40. Toutes les valeurs supérieures à 40 reçoivent un score de 40 ;
- si le patient a été dialysé à deux reprises au cours des 7 derniers jours, la valeur de la créatinine sérique utilisée doit être de 4,0 mg·dL-1 ;
- toute valeur inférieure à 1 reçoit la valeur 1 (c'est-à-dire si la bilirubine est à 0,8, une valeur de 1,0 est utilisée).